# كليفتون إي. مارش
كليفتون إي. مارش (بالإنجليزية: Clifton E. Marsh)‏ هو مؤرخ أمريكي، ولد في 10 أغسطس 1946.